# Bayern Múnich (ajedrez)
La sección de ajedrez del Bayern Múnich fue creada en el año 1980 mediante la integración de la ChessClub Anderssen Baviera. El equipo masculino desde 1983 a 1995 fue nueve veces campeón de la 1. Bundesliga y 1992 se consagró como campeón de la Copa de Europa de Clubes de Ajedrez. 
El equipo masculino participa en la 1. Bundesliga, mientras que el equipo femenino hace lo mismo en la 2. Bundesliga.

## Historia

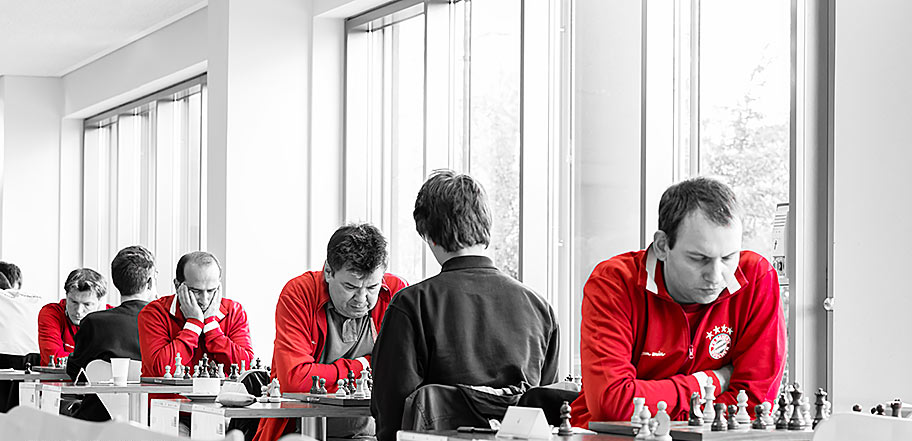
Jugadores del equipo masculino del club.

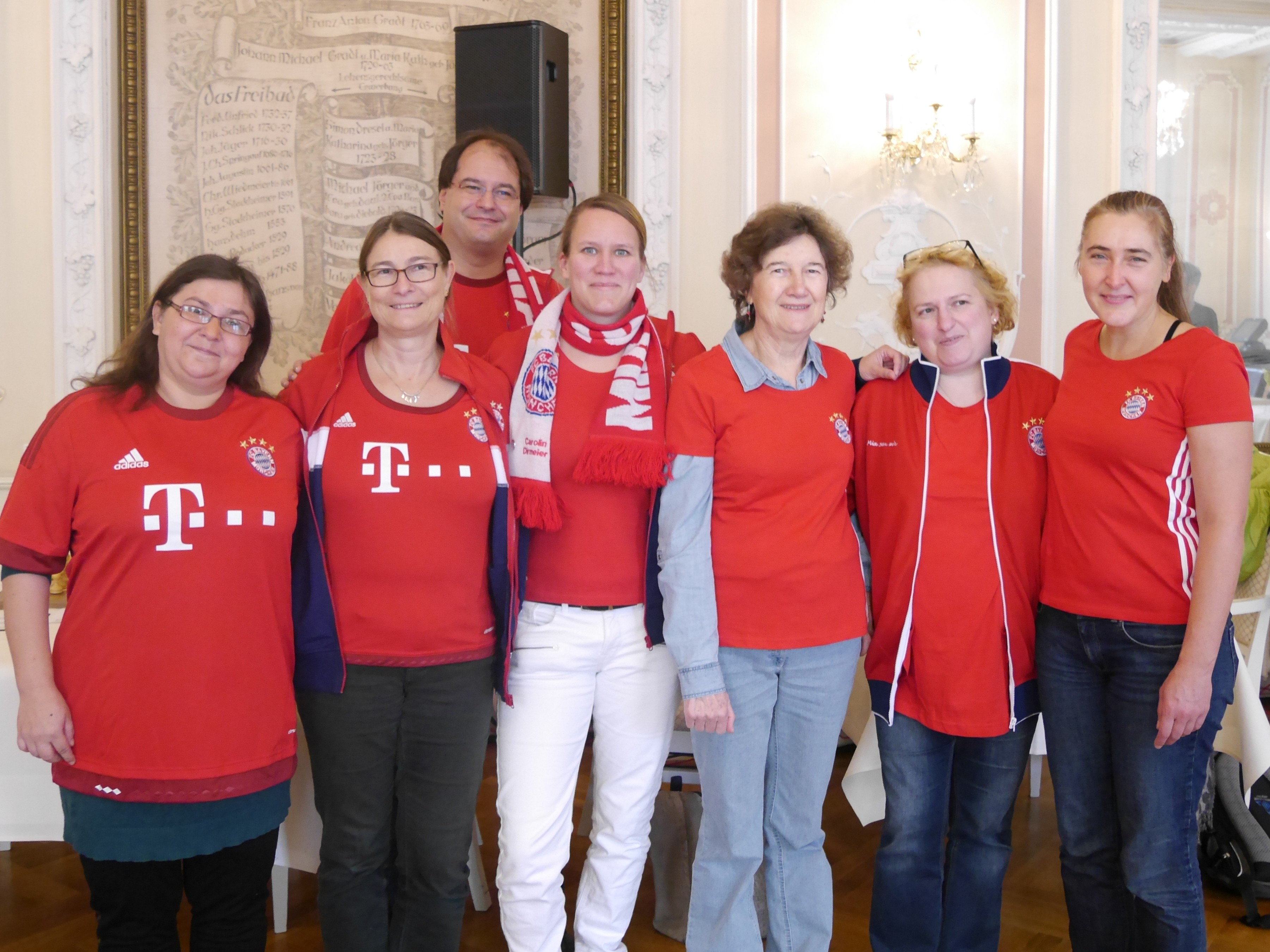
Jugadoras del equipo femenino del club.

En 1980 el club de ajedrez Anderssen Baviera se integra como sección de ajedrez del Bayern Múnich. El SC Anderssen Baviera había sido fundado en 1908.
A través del apoyo financiero del jefe del departamento de ajedrez Heinrich Jellissen, el departamento se convirtió rápidamente en uno de los clubes de ajedrez más exitosos. Entre 1983 y 1995 ganó el campeonato del equipo alemán en nueve ocasiones. En 1992 se celebró la conquista de la Copa de Europa de Clubes de Ajedrez. Durante este período jugaron Grandes Maestros como Robert Hübner, Artur Yusupov y Zoltán Ribli.
Después de la muerte de Jellissens en diciembre de 1994, el departamento estaba en dificultades financieras. Bajo la presidencia del exfutbolista Franz Beckenbauer se tomó la decisión de limitarse a una sola sección deportiva, el de fútbol, por ello, la asociación se retiró del ajedrez de la 1. Bundesliga para jugar en divisiones más bajas. 
En la temporada 1999-00 el equipo masculino consigue el ascenso a la 2. Bundesliga Sur. En 2008, el equipo masculino logró ascender a la 1. Bundesliga y jugó allí hasta 2011. En 2013 logró el ascenso a la renovada 1. Bundesliga. Esta vez, por situaciones puramente deportivas, el equipo descendería de nuevo en 2014, pero la retirada del SV Wattenscheid hizo que los muniqueses evitaran el descenso. 
En la temporada 2014-15, el club contó con los Grandes Maestros Michael Bezold, Klaus Bischoff y Markus Stangl; sin embargo, solo consiguieron una victoria ante el SSC Rostock 07, siendo derrotados en los otros encuentros para terminar ocupando penúltimo lugar, pero debido a la retirada de la SC Eppingen de la 1. Bundesliga y la renuncia del SF Katerberg, consigue mantenerse en la división.

## Palmarés
- Copa de Europa de Clubes de Ajedrez (1): 1992.
- 1. Bundesliga (9): 1983, 1985, 1986, 1989, 1990, 1991, 1992, 1993, 1995.
- Meister der Bundesrepublik (Ajedrez rápido) (13): 1984, 1985, 1987, 1988, 1989, 1990, 1991, 1992, 1993, 1994, 1995, 2011, 2015.